# کرستیتسه
کرستیتسه (به چکی: Křesetice) یک منطقهٔ مسکونی در جمهوری چک است که در ناحیه کوتنا هورا واقع شده‌است. کرستیتسه ۱۰٫۸۷ کیلومتر مربع مساحت و ۶۸۰ نفر جمعیت دارد و ۳۰۰ متر بالاتر از سطح دریا واقع شده‌است.